# Parchi nazionali della Nuova Zelanda
In Nuova Zelanda ci sono 14 parchi nazionali, amministrati dal Dipartimento per la conservazione; esso amministra la maggior parte del territorio pubblico, che rappresenta circa il 30% (oltre 80.000 km²) dell'intero territorio nazionale.
Oltre ai 14 parchi nazionali (per un totale di 25.000 chilometri quadrati) il Dipartimento amministra 20 parchi forestali (18.000 km²) e 3.500 altre riserve (15.000 km²), oltre a 610 km² di aree private (ma protette per ragioni paesaggistiche, scientifiche o ecologiche) e a 21 riserve marine.

## Elenco dei parchi nazionali

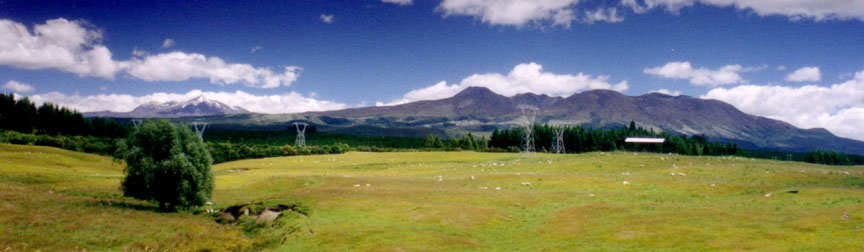
Panorama del Parco nazionale del Tongariro con i tre vulcani Ruapehu (a sinistra), Ngauruhoe (al centro) e Tongariro (a destra).

I parchi nazionali della Nuova Zelanda sono, andando da nord a sud:
- Parco nazionale del Tongariro

(796 km², istituito nel 1887 fu il primo parco nazionale neozelandese).
- Parco nazionale Te Urewera

(2127 km², istituito nel 1954)
- Parco nazionale Egmont

(335 km², istituito nel 1900)
- Parco nazionale Whanganui

(742 km², istituito nel 1986)
- Parco nazionale Kahurangi

(4,520 km², istituito nel 1996, è il secondo parco per estensione della Nuova Zelanda)
- Parco nazionale Abel Tasman

(225 km², istituito nel 1942, è il parco nazionale neozelandese più piccolo)
- Parco nazionale Nelson Lakes

(1,018 km², istituito nel 1956)
- Parco nazionale Paparoa

(306 km², istituito nel 1987)
- Parco nazionale Arthur's Pass

(1,144 km², istituito nel 1929)
- Parco nazionale Westland

(1,175 km², istituito nel 1960)
- Parco nazionale Aoraki/Mount Cook

(707 km², istituito nel 1953)
- Parco nazionale Mount Aspiring

(3,555 km², istituito nel 1964)
- Parco nazionale del Fiordland

(12,519 km², istituito nel 1952, è il parco nazionale neozelandese più esteso)
- Parco nazionale Rakiura

(1,500 km², istituito nel 2002, si trova su Stewart Island)